# Magiciens de la terre

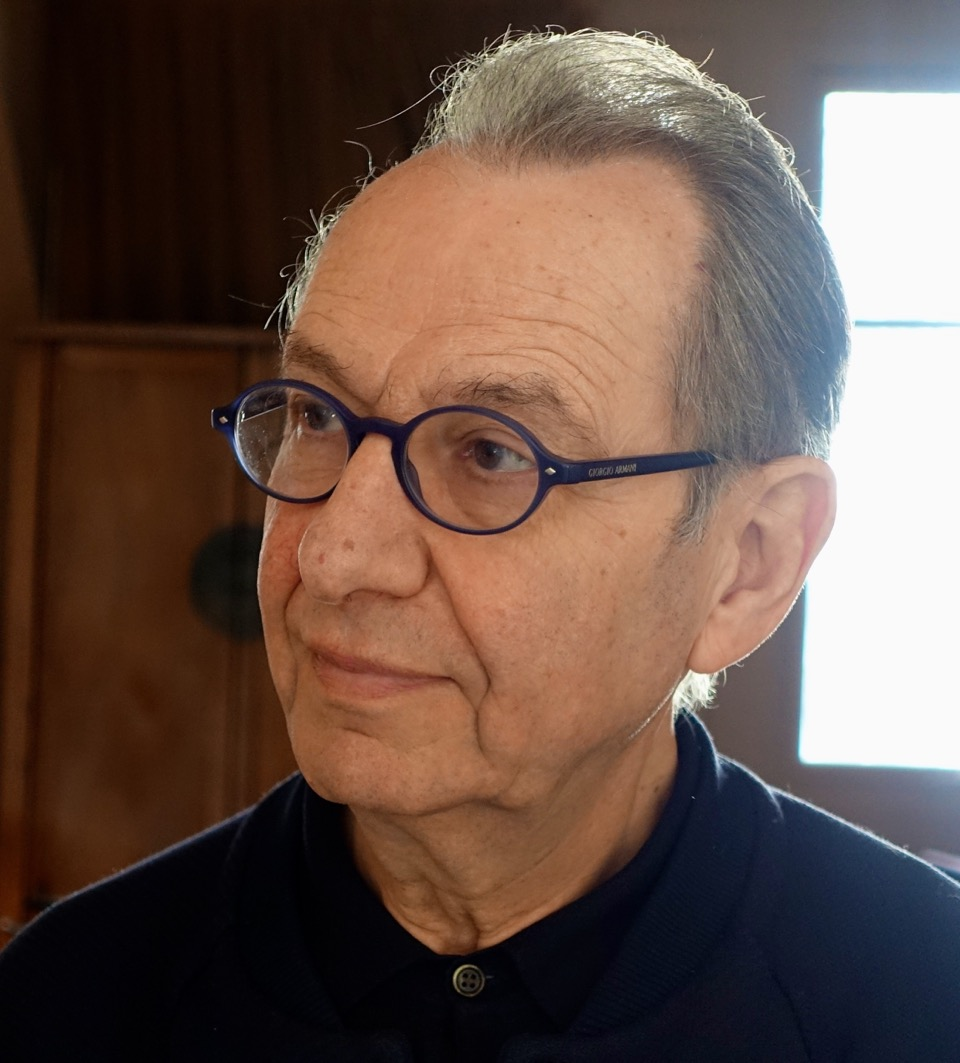
Jean-Hubert Martin

Magiciens de la terre est une exposition présentée en 1989 simultanément au centre Georges-Pompidou et à la grande halle de la Villette du 18 mai au 14 août.
Pour la première fois en France, son organisateur, le commissaire d'exposition Jean-Hubert Martin, a placé sur la scène internationale de l'art contemporain les arts « non occidentaux » contemporains.

## Historique
L'exposition, qui présentait 101 artistes, est restée très célèbre car elle a participé à faire connaître les productions artistiques d'artistes vivants non occidentaux d'Asie, d'Extrême Orient, d’Afrique, d’Amérique latine, mais aussi celui des Inuits et les arts du Pacifique. « L’idée communément admise qu’il n’y a de création en arts plastiques que dans le monde occidental ou fortement occidentalisé est à mettre au compte des survivances de l’arrogance de notre culture. Sans parler de ceux qui pensent toujours que, parce que nous possédons une technologie, notre culture est supérieure aux autres », écrit Jean-Hubert Martin dans l'introduction du catalogue de cette exposition. Elle a suscité un important débat sur plusieurs années. Les critiques portent principalement sur la sélection, la diversité et la remise en question des catégories artistiques d'Occident. L'un des reproches en matière de sélection fut le parti-pris, pour l'Afrique, en faveur d'artistes travaillant sur des objets religieux ou populaires, un art quelquefois qualifié de « primitif » au détriment d'artistes se rattachant explicitement aux courants modernistes occidentaux, tandis que dans d'autres régions, en Chine par exemple, ce furent au contraire des artistes rencontrés dans des écoles d'art, jugés subversifs,qui furent retenus, ce qui engendra un second reproche de manque de cohérence dans la sélection des œuvres.
L’originalité était de rapprocher des œuvres occidentales connues et des œuvres d'« ailleurs », afin de soulever des questionnements multiples. Néanmoins, des œuvres importantes ont été écartées au cours de la sélection pour des problèmes de compréhension, dus à des caractères spécifiques de ces cultures jugés incompréhensibles dans la culture occidentale sans un dispositif pédagogique approprié.
« L'événement fut majeur, le scandale durable », résume Philippe Dagen. Les objectifs de l'exposition, qui ont été l'objet de vives controverses, ne consistaient pas seulement à montrer l'universalité de l'acte créateur, la contemporanéïté des arts non-occidentaux et à faire entrer ces formes d'art dans le champ de l'art contemporain, ils consistaient aussi à introduire un dialogue interculturel entre des formes d'art habituellement séparées, en s'appuyant notamment sur l'ouverture d'esprit et l'intérêt des artistes occidentaux pour les autres cultures.

## Liste des participants
- Marina Abramović
- Dennis Adams,
- Sunday Jack Akpan
- Jean-Michel Alberola
- Giovanni Anselmo
- Rasheed Araeen
- Nuche Kaji Bajracharya
- John Baldessari
- José Bédia
- Joe Ben Jr
- Jean-Pierre Bertrand
- Gabriel Bien-Aimé
- Alighiero Boetti
- Christian Boltanski
- Erik Boulatov
- Louise Bourgeois
- Stanley Brouwn
- Frédéric Bruly Bouabré
- Daniel Buren
- James Lee Byars
- Seyni Awa Camara
- Mike Chukwukelu
- Francesco Clemente
- Marc Couturier
- Tony Cragg
- Enzo Cucchi
- Cleitus Dambi
- Neil Dawson
- Bowa Devi
- Maestre Didi
- Braco Dimitrijević
- Amidou Dossou
- Nick Dumbrang
- Jean Jacques Efiaimbelo
- Nathan Emedem
- John Fundi
- Julio Galán
- Moshe Gershuni
- Enrique Gomez
- Dexing Gu
- Hans Haacke
- Rebecca Horn
- Shirazeh Houshiary
- Huang Yong Ping
- Alfredo Jaar
- Nera Jambruk
- Ilia Kabakov
- Tatsuo Kawaguchi
- On Kawara
- Anselm Kiefer
- Bodys Isek Kingelez
- Per Kirkeby
- John Knight
- Agbagli Kossi
- Barbara Kruger
- Paulosee Kuniliusee
- Kane Kwei
- Boujemaâ Lakhdar
- Georges Liautaud
- Felipe Linares
- Richard Long
- Esther Mahlangu
- Karel Malich
- Jivya Soma Mashe
- John Mawurndjul
- Cildo Meireles
- Mario Merz
- Antoni Miralda
- Tatsuo Miyajima
- Norval Morrisseau
- Juan Muñoz
- Henry Munyaradzi
- Claes Oldenburg
- Sven Ozeph
- Nam June Paik
- Lobsang Palden
- Wesner Philidor
- Sigmar Polke
- Temba Rabden
- Ronaldo Pereira Rego
- Chéri Samba
- Sarkis
- Raja Babu Sharma
- Jangarh Singh Sharma
- Bhorda Sherpa
- Nancy Spero
- Daniel Spoerri
- Hiroshi Teshigahara
- Yousuf Thannoon
- Lobsang Thinle
- Cyprien Tokoudagba
- Twins Seven Seven
- Ulay
- Ken Unsworth
- Chief Mark Unya
- Coosje Van Bruggen
- Patrick Vilaire
- Vyakul
- Jeff Wall
- Lawrence Weiner
- Ruedi Wem
- Krzysztof Wodiczko
- Jimmy Wululu
- Jack Wunuwun
- Collectif Waow
- Yang Jiechang

### Filmographie
- Magiciens de la terre : autour de l'exposition, film documentaire réalisé par Gianfranco Barberi et Marco di Castri, Cataloga, Turin ; Z'éditions, Nice, Centre Pompidou, Paris, 1 cassette vidéo VHS (52 min) + 1 brochure (77 p.). Le film montre les artistes en train de faire leur œuvre sur les lieux mêmes de l'exposition , sous forme d'entretiens, le livret rassemble des témoignages d'artistes y ayant participé :